# (79152) Abukumagawa
(79152) Abukumagawa est un astéroïde de la ceinture principale.

## Description
(79152) Abukumagawa est un astéroïde de la ceinture principale. Il fut découvert le 17 mars 1993 à Geisei par Tsutomu Seki. Il présente une orbite caractérisée par un demi-grand axe de 2,35 UA, une excentricité de 0,26 et une inclinaison de 5,7° par rapport à l'écliptique.

## Compléments